# Адриан (Ангелов)
Адриан (Ангелов; ум. 1561, не ранее 1563 или не ранее 1564, Москва) — келарь Троице-Сергиева монастыря.

## Биография
Родился в семье Микулы Ангелова, печатника великого князя Василия III. Принял монашество, предположительно, в Троице-Сергиевом монастыре около 1550—1560 годов, служил там келарем.
В 1552 году Адриан отвозил под Казань различные святыни для благословения войска Ивана Грозного, позднее описал взятие Казани. Адриан участвовал в заседаниях Собора, в 1554 году был обвинителем бывшего игумена Артемия. Адриан активно участвовал в хозяйственной деятельности Троице-Сергиевого монастыря. При нём было построено множество сооружений, в частности больничная и келарская палаты, а вблизи монастыря устроен Келарский пруд. Принимал участие в строительстве храма Сергия Радонежского, освящённого в 1557 году. Адриан выполнял роль посредника в отношениях митрополита Макария и Троице-Сергиевого монастыря.
Точная дата смерти Адриана неизвестна. По одной из версий, он был убит по приказу царя Иоанна Грозного. Похоронен в Троице-Сергиевом монастыре.